# Heteronyx placidus
Heteronyx placidus är en skalbaggsart som beskrevs av Blackburn 1910. Heteronyx placidus ingår i släktet Heteronyx och familjen Melolonthidae. Inga underarter finns listade i Catalogue of Life.